# Cynara cardunculus

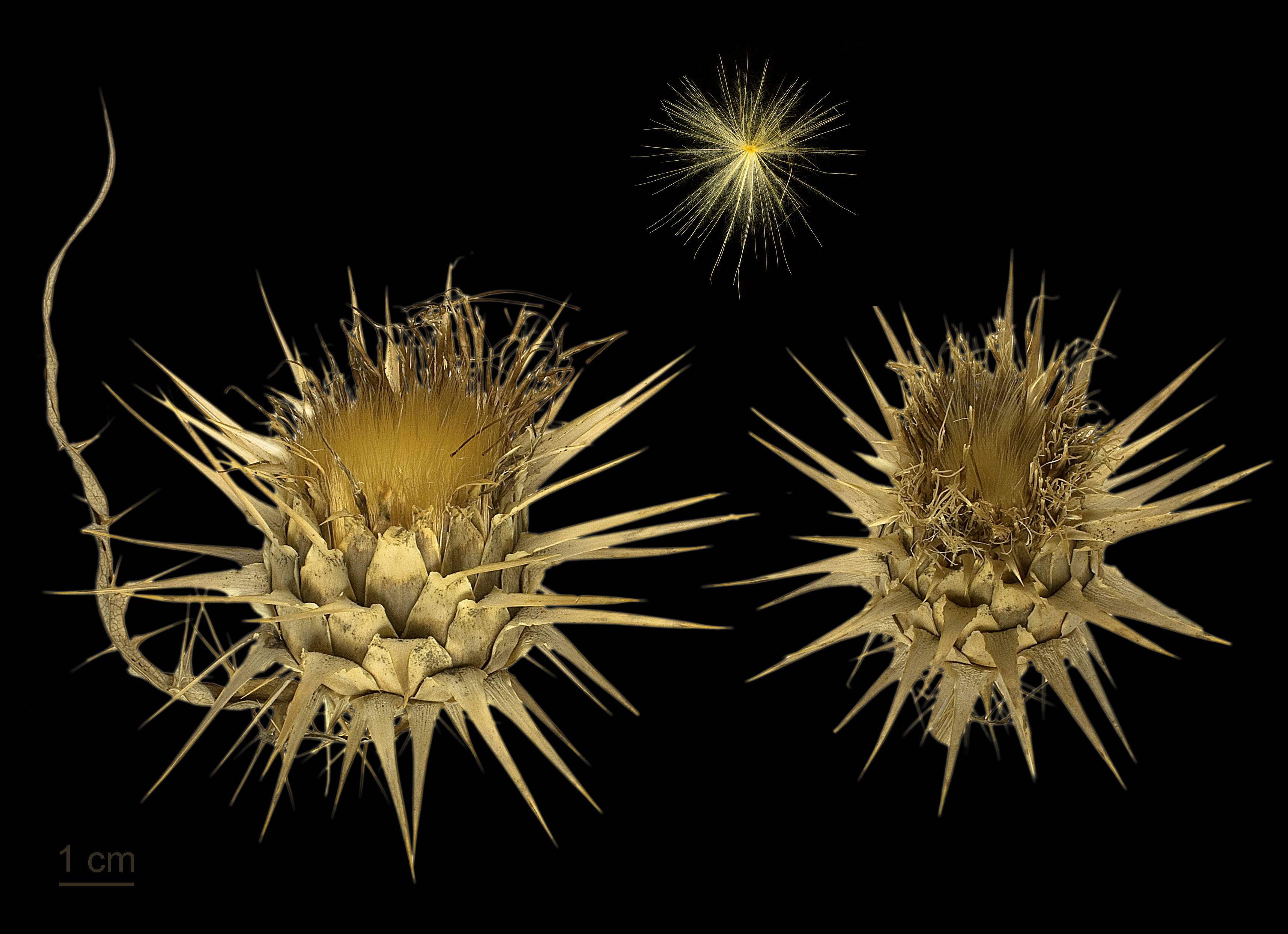
Cynara cardunculus

El cardo o  cardo comestible (Cynara cardunculus) es un miembro de las asteráceas, similar a Cynara scolymus, de la que a veces se considera subespecie.

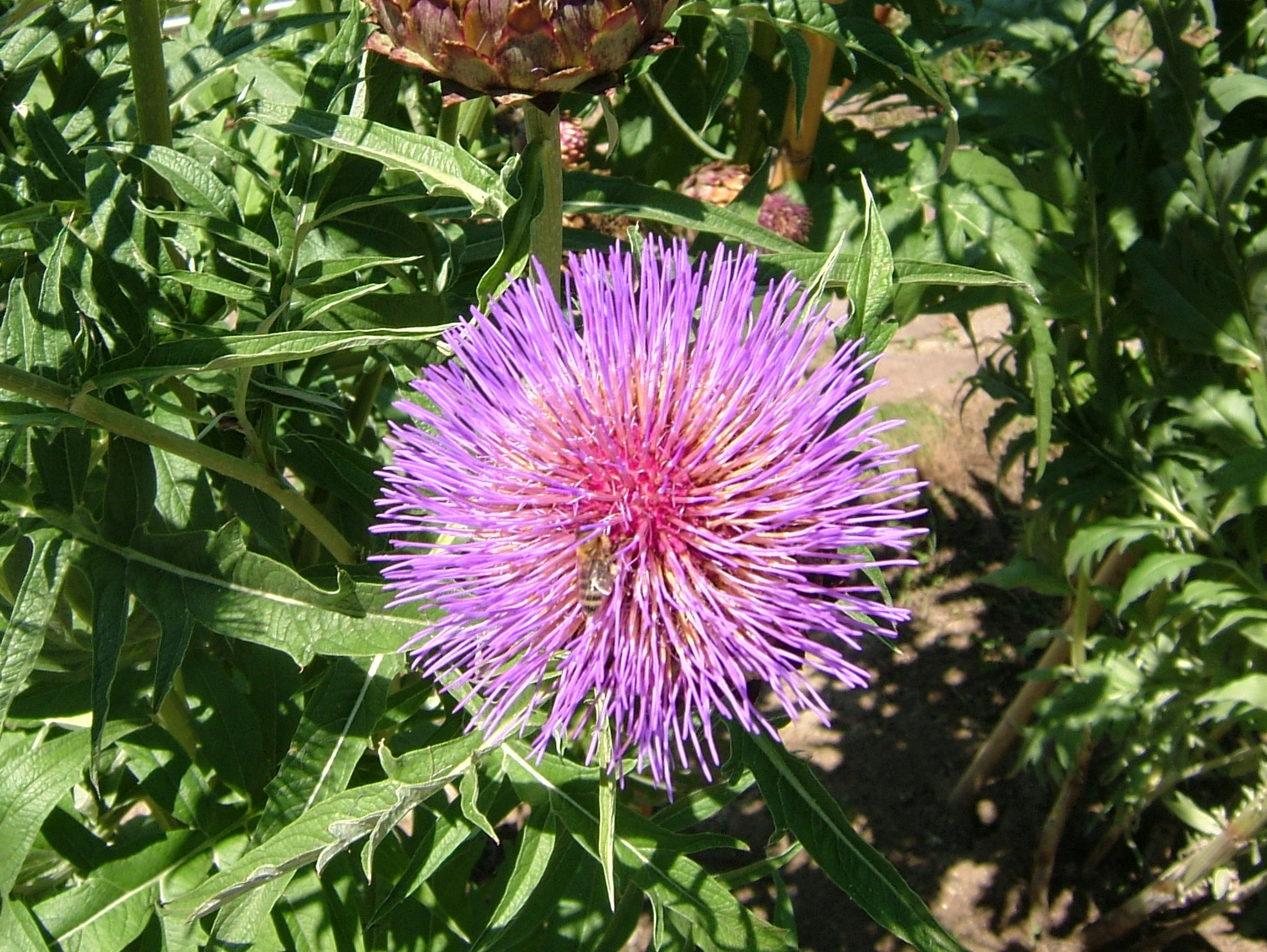
Inflorescencia.

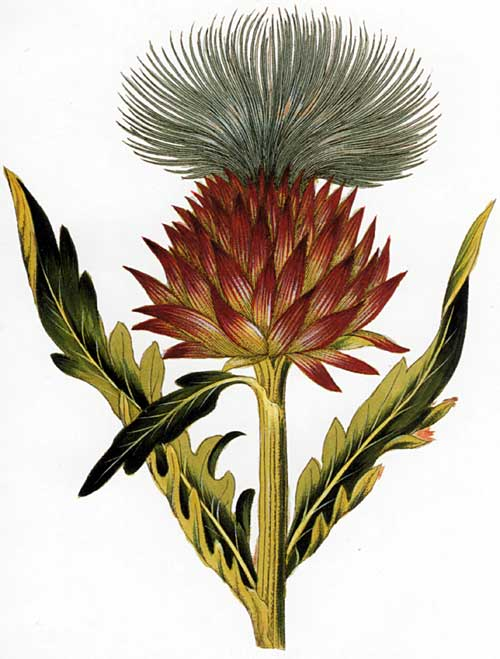
Ilustración en Ferdinand Bernhard Vietz, Icones Plantarum,1817.

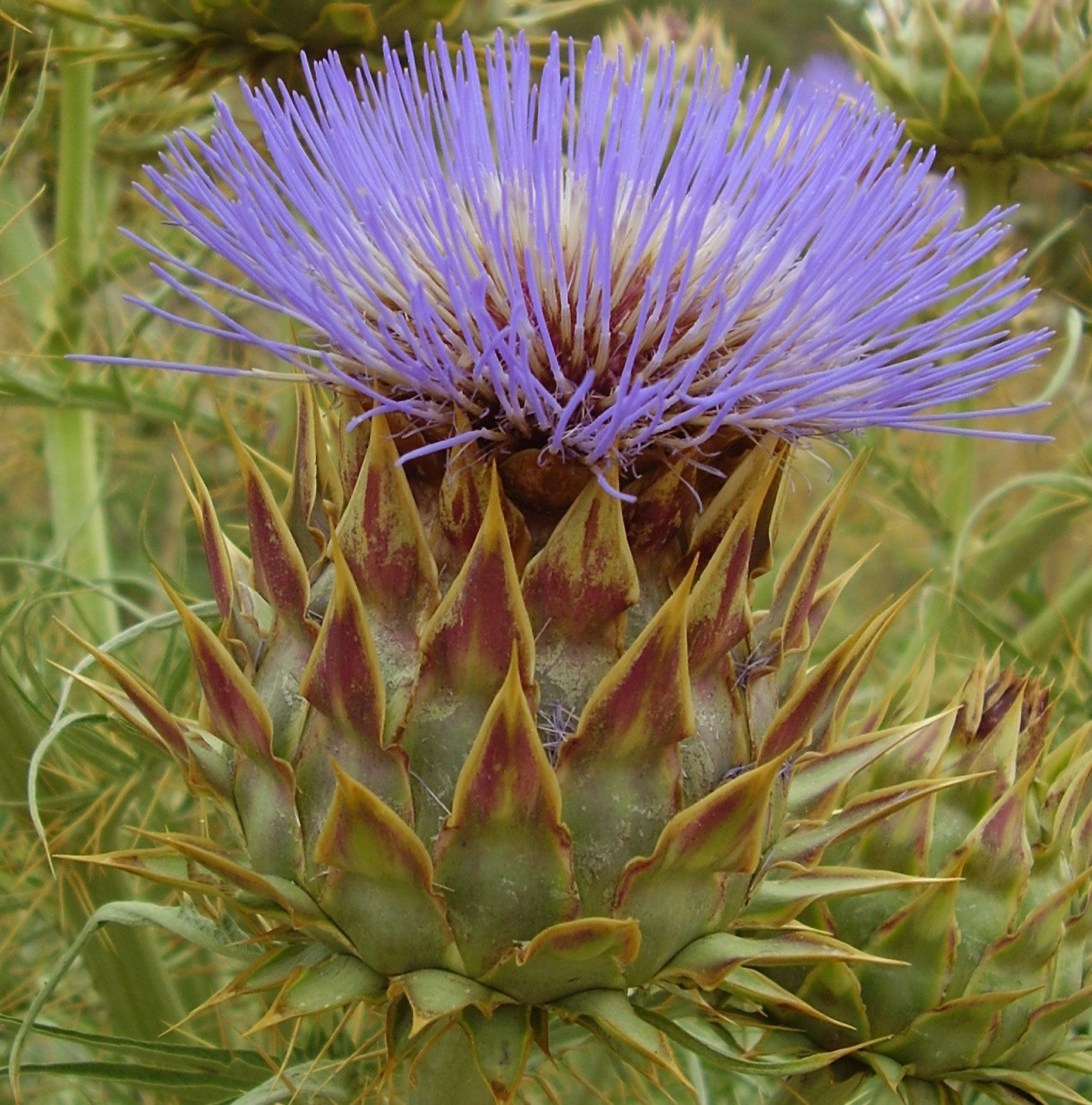
Detalle de la inflorescencia.

## Descripción
Es una planta perenne y vivaz con raíz tuberosa. En su primer año produce una roseta de grandes hojas con hasta un metro de longitud y 0,6 m de ancho que están profundamente divididas, son pinnadas y sub espinosas con el envés blanquecino y tomentoso y nervaduras muy pronunciadas. En el segundo año del centro de la roseta sale un largo tallo acanalado de hasta 150 cm de altura que se ramifica en su parte superior. Sus grandes capítulos florales son los que producen las alcachofas y tienen flores tubuladas (flósculos) de color violeta, plumosas y sésiles, que están dispuestas sobre un receptáculo carnoso rodeado de brácteas ovales y puntiagudas. El fruto es una cipsela de color pardo oscuro con un penacho de consistencia sedosa.
Los tallos de cardo pueden estar cubiertos con espinas pequeñas, casi invisibles, que pueden causar dolor considerable si se alojan en la piel. Varios cultivares sin espinas se han desarrollado para superar este inconveniente.

## Historia
La primera descripción del cardo puede venir desde el siglo IV a. C. por el escritor griego Teofrasto, bajo el nombre κάκτος (latín: cactus), aunque la identidad exacta de esta planta es incierta. El cardo era popular en la cocina griega, romana y persa y siguió siéndolo en la Europa medieval y moderna. También llegó a ser común en los huertos de la América colonial. Cayeron de moda solo en el siglo XIX. En Europa, el cardo se cultiva todavía en Francia (Provenza, Saboya), España e Italia. En la región de Ginebra, donde los hugonotes refugiados la introdujeron aproximadamente en 1685, el cultivar local 'Argenté de Genève' ("Cardy") se considera una especialidad culinaria.

## Usos
- Se consumen sus pencas o tallos, para lo cual se los blanquea tapándolos de algún modo o con tierra durante su crecimiento. Estos tallos se preparan generalmente cocidos, una vez limpios de la piel espinosa que los cubre, en preparaciones como los cardos con almendras.[3]

- En la provincia de Soria[4] y en las comunidades autónomas de Aragón, Navarra y La Rioja (España) es típica la elaboración de recetas a base de cardo durante la Navidad.

- Los capítulos florales se pueden preparar como alcachofas.

- Los cardos también son comunes en la dieta del norte de África, a menudo utilizados en Argelia o Túnez en el cuscús.

- Sus flores sirven  por sus propiedades coagulantes para hacer la cuajada de algunos quesos ibéricos tradicionales, como el "Serra da Estrela" y "Castelo Branco" (Portugal); "Queso De Flor" de Guía (Gran Canaria), queso de "La Serena" (Badajoz), la "Torta del Casar" (Cáceres), el "Mató" (Cataluña) y lo siguen utilizando queseros artesanos en Extremadura y Salamanca. Las poblaciones silvestres de la planta han sufrido extinciones locales y en esas zonas se ha perdido su uso como cuajo vegetal, utilizando desde entonces el industrial.

- Se puede obtener biodiésel del aceite extraído de las semillas, similar al del girasol en composición.[5]
- En Chile, especialmente en la zona centro sur y norte, se consumen sus tallos o pencas, pelándolos y consumiendo en ensaladas crudas como el apio, con limón, aceite y sal.

## Propiedades
- Contiene cinarina que químicamente es el ácido 1-3 discafeilquínico y que suele ir acompañado por los ácidos cafeico, clorogénico y neoclorogénico.
- Contiene el principio amargo cinaropicrina, que es una lactona sesquiterpénica que se concentra en las hojas verdes antes de su floración.
- Contiene flavonoides derivados de la luteolina, como el cinarósido, el escolimósido y el cinaratriósido,, que son los que ennegrecen las hojas.[6]

## Taxonomía
Cynara cardunculus fue descrita por Carlos Linneo y publicado en Species Plantarum 2: 827–828. 1753.
Citología
Número de cromosomas de Cynara cardunculus (Fam. Compositae) y taxones infraespecíficos: 2n=34
Etimología
Cynara: nombre genérico que deriva del griego κινάρα,-ας o κυνάρα,  "alcachofa", derivado de κυων-κυνός, cyon-cynos, "perro", por las brácteas involucrales que, por su forma, se asemejan a los dientes de dicho animal. Pasó al latín como cinara y se usaba también para designar al cardo.
cardunculus: epíteto latino que significa "diminutivo de Carduus".
Sinonimia
- Cynara sylvestris Lam. 1783
- Cynara horrida Aiton 1789
- Cynara spinosissima C.Presl 1822
- Cynara corsica Viv. 1824
- Cynara humilis Viv. 1753
- Carduus cardunculus (L.) Baill.
- Carduus cynara E.H.L.Krause
- Carduus scolymus Baill.
- Cnicus communis Lam.
- Cynara ferox Ten. ex Steud.[10]

## Nombres comunes
- Castellano: alcachofa, alcachofera, alcachofera silvestre, alcaciles, alcancil, alcarchofera, alcarcil, alcasil, alcasilera, alcaucil, alcaucil cultivado, alcaucil silvestre, arcasil, argacofa, bombilla, cancil, capota, carchofa, cardillo, cardo, cardo alcachofero, cardo arrecife, cardo arrecife que se come, cardo blanco, cardo colorado, cardo comestible, cardo común, cardo de arrecife, cardo de comer, cardo de huerta, cardo de hueso, cardo de la huerta, cardo lechero, cardos, cuajo, herba-col, hierba de cuajo, hierba de la cuajada, hojas de cardo, morilla, morra, morras, morrillera, penquera, penca.[11]